# Por tus muertos
Por tus muertos es una película española de comedia dirigida por el actor Sayago Ayuso en su ópera prima, quien la coescribió junto a Paco Mateo y Juanjo Ramírez Mascaró. Está protagonizada por José Mota, Jorge Sanz, Marta Belenguer y Carles Francino. Fue estrenada en cines españoles el 8 de marzo de 2024, de la mano de Buena Vista International España.

## Trama
Metralla fue un grupo de rock de finales de los 80 que alcanzó un gran éxito con su primer y único LP titulado ‘Por tus muertos’, pero que se disolvió misteriosamente justo antes de dar su primer concierto. Treinta años después, Miguel, uno de los componentes de la banda, todavía sigue soñando con ser una estrella del rock, aunque a sus conciertos ya no vaya nadie y su tienda de música esté a punto de ser embargada por el banco. Ordúñez, un famoso comunicador radiofónico del rock, le ofrece dar un concierto en el Palacio de Congresos de Madrid con la condición de que reúna a los componentes originales de la banda.

## Reparto
- José Mota como Miguel Palacios
- Jorge Sanz como Valen
- Marta Belenguer como Janis
- Carles Francino como El Repollo

## Producción
En 2020, RTVE anunció que había adquirido los derechos de participación en la producción de la película Por tus muertos, la cual sería la ópera prima del actor Sayago Ayuso. A principios de septiembre de 2023, Ayuso anunció en el programa de radio El Pirata y su banda de Rock FM, del cual es colaborador, que estaba preparando su primera película, Por tus muertos, en la cual también aparecería El Pirata y contaría con cameos de músicos del rock español como Fortu (vocalista de Obús), Mariskal Romero, Miguel Oñate (ex vocalista de Asfalto) y los miembros de Mägo de Oz. El 25 de septiembre de 2023, se anunció que el rodaje de la película había comenzado en Madrid, con José Mota, Jorge Sanz, Marta Belenguer y Carles Francino. El presupuesto de la película es de más de 2.5 millones de euros, incluyendo menos de un millón de euros provenientes de las ayudas generales del ICAA.

## Lanzamiento y marketing
Cuando se anunció el rodaje, también se dijo que la distribuidora independiente Alfa Pictures distribuiría Por tus muertos en salas de cine; sin embargo, más adelante se anunció que los derechos de distribución de la película en salas fueron adquiridos por Buena Vista International España, la cual programó su estreno en cines españoles para el 8 de marzo de 2023.

## Recepción

### Taquilla
En su primera semana, Por tus muertos se estrenó en 285 cines, coincidiendo principalmente con el estreno de Kung Fu Panda 4, entre otras cintas.

### Crítica
Por tus muertos ha recibido críticas generalmente negativas por parte de los críticos. Enid Román Almansa de Cinemanía le dio a la película dos estrellas de cinco, escribiendo que la cinta "es todo lo que esperas que sea" y que "los que acaban atrayendo más miradas son Marta Belenguer y Carles Francino, quizá porque sus personajes son con los que más nos identificamos", concluyendo que "los actores han soñado con ser estrellas de rock y Sayago Ayuso ha contado la historia que quería [...] Y ya está". Pedro de Frutos de El Ónfalos le dio a la cinta un 3,9 de 10, diciendo que "si al inicio se preveía un duelo entre egos protagonizado por los dos guitarras, al estilo de Muertos de risa, muy pronto se escapa de esa suposición para proponer una idea a caballo entre la comedia, el romance y el musical" y de la dirección dijo que Sayago Ayuso "dirige su primer largometraje sin que su puesta en escena supere un guion que se le escapa de las manos", concluyendo que "la ceremonia final termina por anclar el conjunto sin dejarle salir a la superficie". Iñigo Chamorro de Contraste le dio dos estrellas de cinco, escribiendo que "es una obra más que no aporta nada al género de la comedia" y describiendo su humor como "ridículo [...] la mayoría de las bromas acaban resultando un tanto absurdas" y su argumento como "bastante predecible desde el principio", además de criticar las "exageraciones constantes" de las actuaciones. María Garagó de MundoPlus.tv escribió que "en la mayoría de los personajes [...] no terminamos de ver qué quieren realmente y por qué lo quieren, como tampoco unos rasgos que los definan y los acerquen al espectador", añadiendo que "la trama no sigue una línea recta, sino que va dando tumbos" y que "se juega a mezclar demasiados géneros, sin que la conjunción se perciba del todo natural", para finalmente concluir que "tiene un planteamiento interesante, pero que se va desdibujando junto a sus personajes y su propuesta cómica". Miguel Juan Payán de AcciónCine le dio a la película dos estrellas y media de cinco, describiéndola como "una fábula de reinvención y redención que queda lastrada por el intento de darle un tono más serio a algunos personajes, principalmente el de José Mota" y que "la indecisión a la hora de tirar por el camino de la farsa o acudir a la segunda lectura dramática [...] se hace notar en cómo los propios personajes trabajan a velocidades distintas, los gags se quedan cortos o no prosiguen hasta sus más desternillantes consecuencias", concluyendo que es "un 'resurrection fest' cinematográfico fallido [...] que merecía y necesitaba un tono más gamberro, disparatado, atrevido y provocador".
Sin embargo, la película también ha recibido algunas críticas positivas. Mario Hernández de mundoCine le dio a la película tres estrellas de cinco, diciendo que "pese a lo fácil que hubiera sido caer en la estereotipación y caricaturización de los personajes [...] decide esbozar un retrato realista de los arquetipos que forman parte de Metralla a base de una dirección de actores metódica que busca la contención de las interpretaciones" y del guion dijo que "permite al espectador profundizar en los dilemas que motivan a los personajes a embarcarse en esta nueva aventura [...] donde la comedia está muy bien equilibrada a lo largo del metraje", concluyendo que es "una carta de amor al rock español de la movida madrileña en forma de comedia" Irene Abecia Navarro de Cinemagavia le dio a la película un 7 de 10, escribiendo que la cinta "renace aquella época para nostálgicos y para reivindicar las segundas oportunidades" y describiendo su clave de éxito como "entretenimiento y nostalgia de la mano de un elenco de lujo [...] dan vida a unos personajes, perdedores y a la vez entrañables, capaces de perseguir sus sueños sin importar la edad".